# Asola (Delhi)
Asola es una ciudad censal situada en el distrito de Delhi sur,  en el territorio de la capital nacional,  Delhi (India). Su población es de 13275 habitantes (2011). 

## Demografía
Según el censo de 2011 la población de Asola era de 13275 habitantes, de los cuales 7160 eran hombres y 6115 eran mujeres. Asola tiene una tasa media de alfabetización del 83,13%, inferior a la media estatal del 86,21%: la alfabetización masculina es del 89,66%, y la alfabetización femenina del 75,57%.